# Мрамор (Приштина)
Мрамор (алб. Mramor) је насељено место у граду Приштини, на Косову и Метохији. Према попису из 2024. у насељу је живело 893 становника.

## Становништво
Према попису из 2011. године, Мрамор има следећи етнички састав становништва:
| Националност | 2011.          |
| Албанци      | 1.072 (99.90%) |
| неизјашњени  | 1 (0,10%)      |
| Укупно       | 1.073          |

| Демографија | Демографија | Демографија |
| Година      | Становника  | Становника  |
| ----------- | ----------- | ----------- |
| 1948.       | 1.591       |             |
| 1953.       | 1.767       |             |
| 1961.       | 1.693       |             |
| 1971.       | 1.707       |             |
| 1981.       | 1.623       |             |
| 1991.       | 1.892       |             |
| 2011.       | 1.073       |             |